# Azuma-gumi

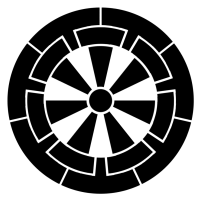
Emblema dell'organizzazione.

Azuma-gumi (東組) è un’organizzazione criminale affiliata alla yakuza con sede a Osaka, in Giappone. Riconosciuta ufficialmente come gruppo mafioso, si stima che il clan conti circa 50 membri attivi.

## Storia
L'organizzazione è riconosciuta come gruppo yakuza ai sensi della Organized Crime Countermeasures Law nell’agosto del 1993. È uno dei due gruppi yakuza con sede nella prefettura di Osaka insieme al Sakaume-gumi, e ha il proprio quartier generale nel quartiere Nishinari di Osaka.